# العلاقات الإريترية الوسط إفريقية
العلاقات الإريترية الوسط أفريقية هي العلاقات الثنائية التي تجمع بين إريتريا وجمهورية أفريقيا الوسطى.

## مقارنة بين البلدين
هذه مقارنة عامة ومرجعية للدولتين:
| وجه المقارنة                                              | إريتريا                                      | جمهورية أفريقيا الوسطى      |
| --------------------------------------------------------- | -------------------------------------------- | --------------------------- |
| المساحة (كم2)                                             | 117.60 ألف                                   | 622.98 ألف                  |
| عدد السكان (نسمة)                                         | 6.33 مليون                                   | 4.66 مليون                  |
| الكثافة السكانية (ن./كم²)                                 | 53.83                                        | 7.48                        |
| العاصمة                                                   | أسمرة                                        | بانغي                       |
| اللغة الرسمية                                             | اللغة التغرينية، اللغة العربية، لغة إنجليزية | لغة فرنسية، اللغة السانغوية |
| العملة                                                    | ناكفا                                        | فرنك وسط أفريقي             |
| الناتج المحلي الإجمالي (بليون دولار)                      | 2.61 مليار                                   | 1.95 مليار                  |
| الناتج المحلي الإجمالي (تعادل القوة الشرائية) بليون دولار |                                              | 3.03 مليار                  |
| الناتج المحلي الإجمالي الاسمي للفرد دولار أمريكي          |                                              | 323                         |
| الناتج المحلي الإجمالي للفرد دولار أمريكي                 |                                              | 594                         |
| مؤشر التنمية البشرية                                      | 0.391                                        | 0.350                       |
| رمز المكالمات الدولي                                      | +291                                         | +236                        |
| رمز الإنترنت                                              | .er                                          | .cf                         |
| المنطقة الزمنية                                           | ت ع م+03:00                                  | ت ع م+01:00                 |

## منظمات دولية مشتركة
يشترك البلدان في عضوية مجموعة من المنظمات الدولية، منها:
| علم المنظمة | اسم المنظمة                                 | تاريخ انضمام إريتريا | تاريخ انضمام جمهورية أفريقيا الوسطى |
| ----------- | ------------------------------------------- | -------------------- | ----------------------------------- |
|             | مؤسسة التمويل الدولية                       | 11 أكتوبر 1995       | 1 أبريل 1991                        |
|             | منظمة حظر الأسلحة الكيميائية                | ?                    | ?                                   |
|             | البنك الإفريقي للتنمية                      | ?                    | ?                                   |
|             | يونسكو                                      | 2 سبتمبر 1993        | 11 نوفمبر 1960                      |
|             | الأمم المتحدة                               | 28 مايو 1993         | 20 سبتمبر 1960                      |
|             | الاتحاد الدولي للاتصالات                    | 6 أغسطس 1993         | 2 ديسمبر 1960                       |
|             | منظمة الشرطة الجنائية الدولية               | ?                    | ?                                   |
|             | البنك الدولي للإنشاء والتعمير               | 6 يوليو 1994         | 10 يوليو 1963                       |
|             | الاتحاد البريدي العالمي                     | ?                    | ?                                   |
|             | مؤسسة التنمية الدولية                       | 6 يوليو 1994         | 27 أغسطس 1963                       |
|             | الاتحاد الأفريقي                            | ?                    | ?                                   |
|             | وكالة ضمان الاستثمار متعدد الأطراف          | 10 سبتمبر 1996       | 8 سبتمبر 2000                       |
|             | مجموعة دول أفريقيا والكاريبي والمحيط الهادئ | ?                    | ?                                   |